# Studentarmbåge
Studentarmbåge eller olecranonbursit är en inflammation i armbågens slemsäck (bursa) som kan uppkomma efter lokalt tryck eller trauma.